# Decrescendo

Aanduiding van crescendo, direct gevolgd door een decrescendo.

Decrescendo is een Italiaanse muziekterm (afgeleid van het Italiaanse decrescere voor afnemen) voor dynamieknotatie die aangeeft dat in een gegeven passage geleidelijk de toon moet verzacht worden. Het is een vorm van overgangsdynamiek en heeft de tegengestelde betekenis van crescendo. Soms wordt ook de benaming diminuendo (afgekort tot dim.) gebruikt, omdat decrescendo typerend gebruikt wordt wanneer het in een muzikale passage volgt op crescendo.
Decrescendo wordt aangegeven door twee lijnen die steeds dichter bij elkaar komen (), genoteerd onder de desbetreffende partij, en in partijen met twee notenbalken zoals voor piano, tussen de balken, tenzij beide balken verschillende dynamiek benodigen. Soms wordt ook de afkorting decresc. gehanteerd.
Andere synoniemen voor decrescendo zijn:
- Sempre più piano: steeds zachter wordend
- Espirando: wegstervend
- Estinguendo: uitdovend